# HMS Urge (N17)
O HMS Urge foi um submarino operado pela Marinha Real Britânica e um membro do segundo grupo da Classe U. Sua construção começou em outubro de 1939 nos estaleiros da Vickers-Armstrongs e foi lançado ao mar em agosto de 1940, sendo comissionado na frota britânica em dezembro do mesmo ano. Era armado com quatro tubos de torpedo de 533 milímetros, possuía um deslocamento submerso de 740 toneladas e conseguia alcançar uma velocidade máxima de onze nós (vinte quilômetros por hora) na superfície e dez nós (dezoito quilômetros por hora) submerso.
O Urge entrou em serviço no início da Segunda Guerra Mundial e foi enviado para o Mar Mediterrâneo, mas no caminho acabou afundando o navio tanque italiano Franco Martelli, na Baía de Biscaia. Pelos anos seguintes o submarino afundou vários navios de transporte italianos, além do cruzador rápido Giovanni delle Bande Nere em abril de 1942. O Urge antes tinha conseguido danificar o couraçado Vittorio Veneto em dezembro de 1941. O submarino partiu em sua última patrulha em abril de 1942, porém afundou no final do mês seguinte depois de bater em uma mina naval.